# Distância de Cook
Em estatística, a distância de Cook é uma medida da influência de uma observação ao realizar-se uma análise de regressão de mínimos quadrados. O nome é uma homenagem ao estatístico americano R. Dennis Cook. A distância de Cook mede o efeito de excluir uma dada observação. E em pontos com grande distância de Cook considera-se checagem para validação.
A distância de Cook é definida como
{\displaystyle D_{i}={\frac {\sum _{j=1}^{n}({\hat {Y}}_{j}\ -{\hat {Y}}_{j(i)})^{2}}{p\ \mathrm {MSE} }}.}
Que é algebricamente equivalente à expressão
{\displaystyle D_{i}={\frac {e_{i}^{2}}{p\ \mathrm {MSE} }}\left[{\frac {h_{ii}}{(1-h_{ii})^{2}}}\right].}
Nas equações acima:
{\displaystyle {\hat {Y}}_{j}\,} é a previsão do modelo de regressão completo para a observação j;
{\displaystyle {\hat {Y}}_{j(i)}\,} é a previsão de observação j de um modelo de regressão reformado em que a observação i foi omitida;
{\displaystyle h_{ii}\,} é o i-nésimo elemento da diagonal da matriz de projeção {\displaystyle \mathbf {X} \left(\mathbf {X} ^{T}\mathbf {X} \right)^{-1}\mathbf {X} ^{T}};
{\displaystyle e_{i}\,} é o resíduo bruto (i.e., a diferença entre o valor observado e o valor ajustado pelo modelo proposto);
{\displaystyle \mathrm {MSE} \,} é o erro quadrático médio do modelo de regressão;
{\displaystyle p} é o número de parâmetros ajustados no modelo

## Detecção de observações altamente influentes
Há mais de uma opinião a respeito de quais pontos de corte devem ser usados para se detectar pontos altamente influentes. A norma operacional {\displaystyle D_{i}>1} é uma das sugeridas. Outros sugerem o uso de {\displaystyle D_{i}>4/n}, onde {\displaystyle n} é o número de observações.